# Aphrophora pectoralis
Aphrophora pectoralis – gatunek pluskwiaka z podrzędu cykadokształtnych i rodziny pienikowatych. Zamieszkuje palearktyczną Eurazję od Europy Zachodniej po Sachalin i Wyspy Japońskie. Żeruje na wierzbach.

## Taksonomia
Gatunek ten opisany został po raz pierwszy w 1903 roku przez Shōnena Matsumurę. Jako miejsce typowe wskazano Sapporo w Japonii. W 1997 roku Tadashi Komatsu w ramach rewizji japońskich przedstawicieli rodzaju Aphrophora dokonał redeskrypcji tego gatunku i zsynonimizował z nim kilka innych taksonów.

## Morfologia

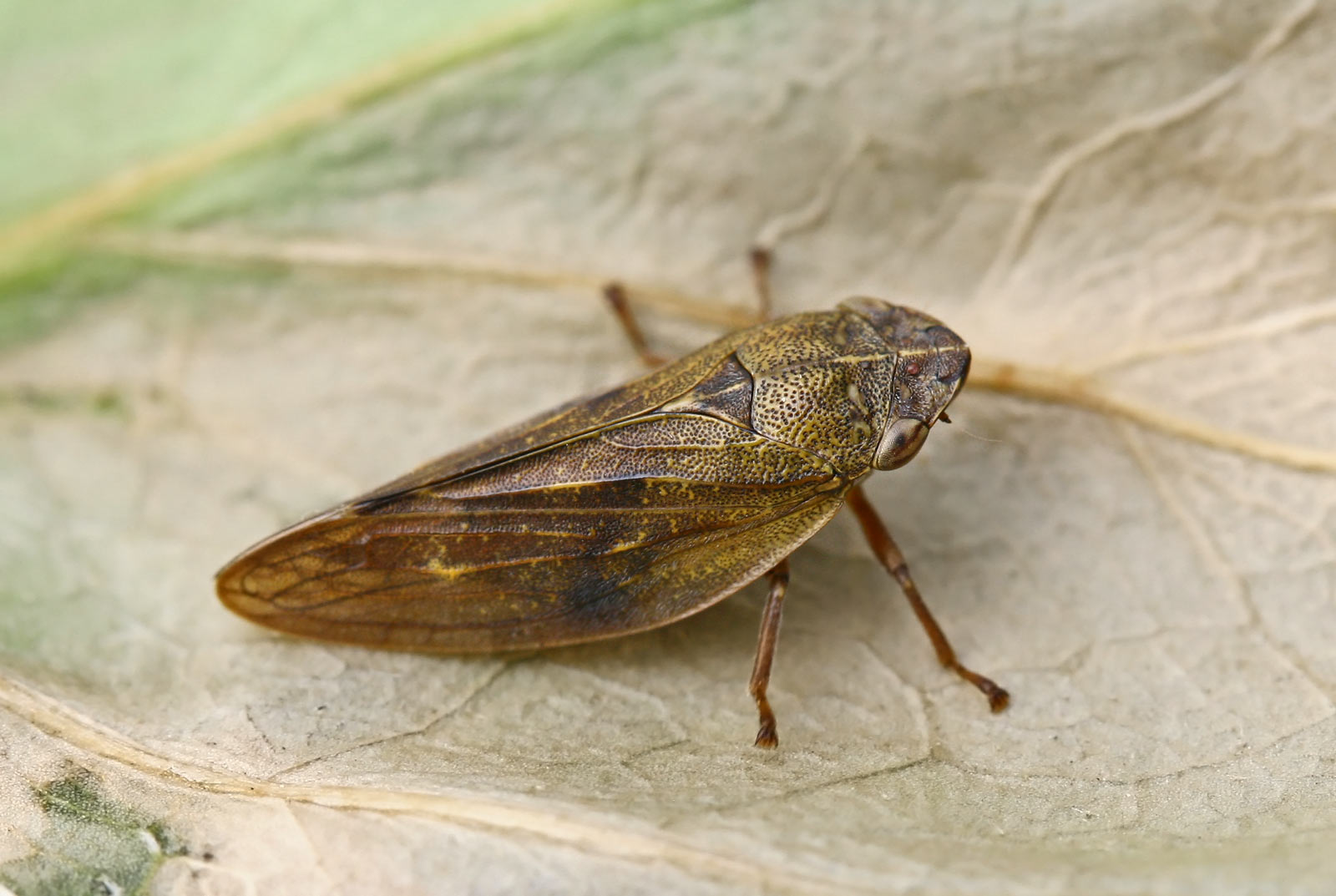
Imago

Pluskwiak o długim i smukłym ciele, w przypadku samców osiągającym długość od 9,3 do 10,5 mm, a w przypadku samic od 9,8 do 11,3 mm. Długość ciała jest od 3,4 do 3,7 raza większa od szerokości głowy, a szerokość ciała od 1,2 do 1,3 raza większa od jej szerokości. Ubarwienie ciała może być jednolicie jasnożółte do szarawożółtego lub cechować się wydłużoną, jasnożółtawą łatą na każdej pokrywie, biegnącą wzdłuż nasadowych 2/5 jej krawędzi kostalnej (przedniej). Ponadto u niektórych osobników wierzchołkowe części pokryw są przezroczyste. Zwykle spód ciała ma zabarwienie ciemniejsze niż wierzch.
Powierzchnia głowy i przedplecza jest gładka z wyraźnie zaznaczonym żeberkiem podłużnym, biegnącym przez ich środek. Głowa jest w obrysie trójkątna i ma szerokość od 3,8 do 4 razy większą od długości i nieco większą od szerokości przedniego brzegu przedplecza. Frontoklipeus jest nieco nabrzmiały, od 1,1 do 1,4 raza dłuższy niż szeroki. Przedni brzeg ciemienia załamany jest pod kątem 112–114°. Przedplecze jest 1,4 raza szersze niż dłuższe. Śródplecze jest mniej lub bardziej spłaszczone, bez wyniesionych brzegów. Pokrywy są od 2,9 do 3 razy dłuższe niż szerokie, u wierzchołków wysmuklone. Użyłkowanie na pokrywach jest stosunkowo dobrze zaznaczone. Na powierzchni pokryw występują włoski o długości większej niż średnice obecnych na niej punktów. Odnóża pary tylnej mają golenie od 1,5 do 1,7 raza dłuższe niż pary przedniej. Golenie tylnej pary są ponadto od 2 do 2,2 raza dłuższe niż uda.
Genitalia samca mają pygofor o stronie brzusznej dwukrotnie dłuższej niż grzbietowa i haku pozbawionym dysku. Rurka analna jest dwukrotnie dłuższa niż szeroka. Długość płytki subgenitalnej wynosi od ½ do 3/5 długości pygoforu mierzonej pośrodku jego brzusznej strony. W widoku grzbietowym przedwierzchołkowa część edeagusa jest rozszerzona na boki, osiągając od 2/5 do ½ szerokości konektywy. Wierzchołek edeagusa jest nierozdwojony. Stylus ma ząbek wewnętrzny prosty i znacznie dłuższy od zewnętrznego.

## Biologia i ekologia

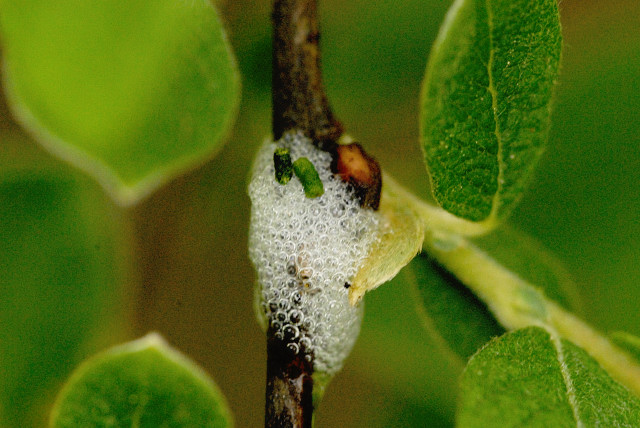
Przypominająca ślinę piana, pod osłoną której żerują larwy

Owad ten zasiedla chłodne stanowiska, w tym pobrzeża wód płynących i stojących, polany leśny, skraje lasów i położone w dolinach łąki. Dociera do wysokości 1200 m n.p.m.. Zarówno postacie dorosłe, jak i larwalne są fitofagami ssącymi soki roślin. Roślinami pokarmowymi są przede wszystkim wierzby, w tym Salix babylonica, Salix daiseniensis, Salix yuhkii, wierzba biała, wierzba purpurowa, wierzba iwa, wierzba szara, wierzba uszata, wierzba wiciowa i wierzba czarniawa. Postacie dorosłe spotyka się również na innych roślinach, co do których nie wiadomo, czy służą za pokarm. Wymienić można tu bylice, brzozy, olsze, modrzewie i sosny.
W ciągu roku występuje jedno pokolenie. Postacie dorosłe obserwuje się od czerwca. Kopulują głównie w sierpniu i wrześniu. Jaja składane są przez samice na szczytowych częściach gałązek wierzb we wrześniu i październiku. Stanowią stadium zimujące. Larwy klują się w kwietniu lub maju. Zwykle żerują gromadnie chronione przez masy piany. Czasem współwystępują w takich masach z larwami A. intermedia. W czerwcu w pianie tej ma miejsce ostatnia wylinka przed osiągnięciem dorosłości.

## Rozprzestrzenienie
Gatunek palearktyczny. W Europie znany z Wielkiej Brytanii (z południowej i środkowej Anglii), Francji, Belgii, Holandii, Niemiec, Austrii, Włoch, Szwecji, Norwegii, Finlandii, Estonii, Łotwy, Litwy, Polski, Czech, Rumunii, Bułgarii, Czarnogóry, Serbii oraz europejskiej części Rosji. W Azji występuje na Syberii, Ałtaju, Rosyjskim Dalekim Wschodzie, Sachalinie, w północnych Chinach, Korei i Japonii, w tym na Hokkaido, Honsiu, Sikoku i Kiusiu.